# Vasignyella ovicellata
Vasignyella ovicellata är en mossdjursart som beskrevs av Vieira, Gordon och Correia 2007. Vasignyella ovicellata ingår i släktet Vasignyella och familjen Catenicellidae. Inga underarter finns listade i Catalogue of Life.